# Ko Young-min
Detta är ett koreanskt namn; familjenamnet är Ko.
Ko Young-min, född den 8 februari 1984, är en sydkoreansk basebollspelare som tog guld för Sydkorea vid olympiska sommarspelen 2008 i Peking.
Ko representerade även Sydkorea vid World Baseball Classic 2009, när Sydkorea kom tvåa.